# 韦尔热兹
韦尔热兹（法語：Vergèze，法語發音：[vɛʁʒɛz]）是法国加尔省的一个市镇，位于该省西南部，属于尼姆区。

## 地理
韦尔热兹（43°44'36"N, 4°13'12"E）面积10.16 平方千米，位于法国奧克西塔尼大區加尔省，该省份为法国南部沿海省份，南端濒地中海，北起顺时针与阿尔代什省、沃克吕兹省、罗讷河口省、埃罗省、阿韦龙省和洛泽尔省接壤。
与韦尔热兹接壤的市镇（或旧市镇、城区）包括：布瓦西耶尔、勒凯拉尔、卡尔维松、科多尼昂、米斯、韦斯特里克和康迪亚克。

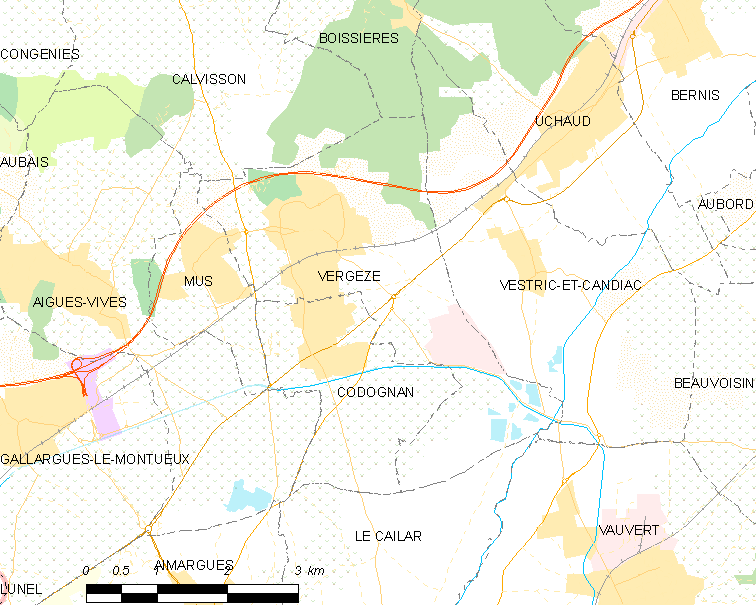
韦尔热兹的OSM定位图

韦尔热兹的时区为UTC+01:00、UTC+02:00（夏令时）。

## 行政
韦尔热兹的邮政编码为30310，INSEE市镇编码为30344。

## 政治
韦尔热兹所属的省级选区为沃韦尔县。

## 人口

1962-2008年间韦尔热兹人口变化图示

韦尔热兹于2022年1月1日时的人口数量为5778人。